# Czerna gora (obwód Stara Zagora)
Czerna gora (bułg. Черна гора) – wieś w południowej Bułgarii, w obwodzie Stara Zagora, w gminie Bratja Daskałowi.

## Geografia

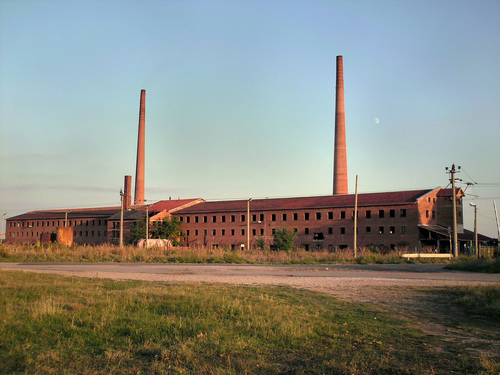
Cegielnia

Miejscowość leży na obu brzegach Omurowskiej rzeki, 10 km na północny zachód od Czirpanu. Posiada stację kolejową na linii Płowdiw - Stara Zagora. Gospodarka opiera się na rolnictwie. Funkcjonują tutaj cegielnia i więzienie.

## Historia
W starożytności istniała tutaj osada tracka o nazwie Cillae. Zachowały się liczne ślady działalności ludności trackiej. W 1951 roku miejscowość ucierpiała w wyniku powodzi.